# والیس سیمپسون
والیس، دوشس وینزر (انگلیسی: Wallis, Duchess of Windsor; زاده ۱۹ ژوئن ۱۸۹۶ – درگذشته ۲۴ آوریل ۱۹۸۶) یک بشردوست اهل ایالات متحده آمریکا بود. شوهر سوم وی، پرنس ادوارد، دوک وینزر بود. ادوارد از سلطنت استعفا داد تا با والیس ازدواج کند.
والیس در بالتیمور، مریلند بزرگ شد. پدرش اندکی پس از تولد او درگذشت. او و مادر بیوه اش توسط اقوام ثروتمندتر آنها تا حدی مورد حمایت قرار گرفتند. اولین ازدواج او، با افسر نیروی دریایی ایالات متحده، وین اسپنسر، با دوره‌های جدایی همراه شد و در نهایت به طلاق انجامید. در سال ۱۹۳۱، در جریان ازدواج دوم خود، با ارنست سیمپسون، وی با ادوارد، آن زمان شاهزاده ولز آشنا شد. پنج سال بعد، پس از پیوستن ادوارد به عنوان پادشاه انگلستان، والیس برای ازدواج با ادوارد از شوهر دوم خود جدا شد.
تمایل شاه برای ازدواج با زنی که دو شوهر سابق زنده داشت تهدید به ایجاد بحران قانون اساسی در انگلستان کرد و در نهایت منجر به کناره‌گیری وی در دسامبر ۱۹۳۶ برای ازدواج با «زنی که دوستش دارم» شد. پس از استعفای پادشاه سابق، برادر و جانشین وی، پادشاه جورج ششم، دوک وینزر جانشین وی شد. والیس شش ماه بعد با ادوارد ازدواج کرد و پس از آن به‌طور رسمی به عنوان دوشس وینزر شناخته شد، اما به او اجازه داده نشد که عنوان «والا حضرت سلطنتی» همسرش را مانند دیگر همسران پادشاهان داشته باشد.
قبل، در طی و بعد از جنگ جهانی دوم، دوک و دوشس وینزر توسط بسیاری از دولت‌ها و جوامع مشکوک به هواداری نازی بودند. در سال ۱۹۳۷، آنها از آلمان دیدار و با آدولف هیتلر ملاقات کردند. در سال ۱۹۴۰، دوک به عنوان فرماندار باهاما منصوب شد و این زوج به جزایر نقل مکان کردند تا اینکه در ۱۹۴۵ دفتر را رها کرد. در دهه ۱۹۵۰ و ۱۹۶۰، دوک و دوشس بین اروپا و ایالات متحده رفت‌وآمد کردند و زندگی اوقات فراغت را با مشاهیر جامعه گذراندند. پس از مرگ دوک در سال ۱۹۷۲، دوشس در خلوت زندگی می‌کرد و به ندرت در ملأ عام دیده می‌شد. زندگی خصوصی وی منبع حدس و گمان‌های بسیاری بوده‌است و همچنان چهره ای بحث‌برانگیز در تاریخ انگلیس است.

## سال‌های آغازین
یک فرزند تنها، بسی والیس (که گاهی اوقات "Bessiewallis" نوشته می‌شود) وارفیلد در کلبه اسکوئر در مسافرخانه مونتری، هتلی که مستقیماً از آن طرف جاده باشگاه مونتری واقع شده بود، در اجلاس بلو ریج، پنسیلوانیا به دنیا آمد. اجلاس تابستانی نزدیک مرز مریلند و پنسیلوانیا، اجلاس آبی ریج محبوب بود که مردم بالتیمور از گرمای فصل فرار می‌کردند و مسافرخانه مونتری، که دارای یک ساختمان مرکزی و همچنین کلبه‌های چوبی جداگانه بود، بزرگترین هتل این شهر بود.
پدر وی تهکل والیس وارفیلد، پنجمین و کوچکترین پسر هنری مکتیه وارفیلد، تاجر آرد توصیف شده به عنوان «یکی از شناخته شده‌ترین و شخصاً یکی از محبوب‌ترین شهروندان بالتیمور» بود که در سال ۱۸۷۵ به عنوان شهردار کاندید شد. مادر او آلیس مونتاگ، دختر کارگزار سهام بورس ویلیام لاتن مونتاگ بود. والیس به افتخار پدرش (که به والیس معروف بود) و خواهر بزرگ مادرش، بسی (خانم D. Buchanan Merryman) نامگذاری شد و وی را Bessie Wallis می‌نامیدند تا اینکه در دوره ای از جوانی نام بسی برداشته شد.

## ازدواج اول
در آوریل ۱۹۱۶، والیس هنگام دیدار از پسر عموی خود کورین موستین، با ارل وینفیلد اسپنسر جونیور، هوانورد نیروی دریایی ایالات متحده، در Pensacola، فلوریدا ملاقات کرد. در این زمان بود که والیس شاهد سقوط دو هواپیما با فاصله حدود دو هفته بود که منجر به ترس مادام العمر از پرواز شد. این زوج در ۸ نوامبر ۱۹۱۶ در کلیسای کریست اپی اسکوپال در بالتیمور، که محله والیس بود، ازدواج کردند. وین، همان‌طور که شوهرش شناخته شده بود، یک نوشیدنی سنگین بود. او حتی قبل از پرواز نوشید و یک بار به دریا سقوط کرد، اما تقریباً بدون آسیب فرار کرد. پس از ورود ایالات متحده به جنگ جهانی اول در سال ۱۹۱۷، اسپنسر به عنوان اولین افسر فرمانده یک پایگاه آموزشی در کرونادو، معروف به ایستگاه هوایی نیروی دریایی جزیره شمالی، در سن دیگو اعزام شد. آنها تا سال ۱۹۲۱ در آنجا ماندند.
در سال ۱۹۲۰، ادوارد، شاهزاده ولز، از سن دیه گو بازدید کرد، اما او و والیس دیدار نکردند. در اواخر همان سال، اسپنسر همسرش را برای مدت چهار ماه ترک کرد، اما در بهار ۱۹۲۱ آنها در واشینگتن دی سی، جایی که اسپنسر در آنجا مستقر شده بود، دوباره به هم پیوستند. آنها به زودی دوباره از هم جدا شدند و در سال ۱۹۲۲، هنگامی که اسپنسر به عنوان فرمانده پامپانگا به خاور دور فرستاده شد، والیس همچنان عقب ماند و با دیپلمات آرژانتینی، فیلیپه د اسپیل رابطه برقرار کرد. در ژانویه ۱۹۲۴، او قبل از اینکه با یک ناو نظامی، USS Chaumont (AP-5) به خاور دور برود، به همراه پسر عموی اخیراً همسرش کورین موستین دیدار کرد. اسپنسرها مدت کوتاهی به هم پیوستند تا اینکه بیمار شد، و پس از آن به هنگ کنگ بازگشت.
والیس تور چین را گشت و در حالی که در پکن بود در کنار کاترین و هرمان راجرز که قرار بود دوستان طولانی مدت وی باشند باقی ماند. به گفته همسر یکی از افسران همکار ویین، خانم میلتون ای. مایلز، در پکن والیس با کنت گالئازو سیانو، بعداً داماد و وزیر امور خارجه موسولینی آشنا شد، با او رابطه داشت و باردار شد، به سقط جنینی که باعث ناباروری وی شد. این شایعه بعداً گسترده شد اما هرگز اثبات نشد و همسر سیانو، ادا موسولینی، آن را انکار کرد. مورخان و زندگینامه نویسان وجود «پرونده چین» رسمی (با جزئیات سو supposed استفاده‌های جنسی و جنایی والیس در چین) را انکار می‌کنند. والیس بیش از یک سال را در چین گذراند و در این مدت - طبق گفته مادام ولینگتون کو - از اجتماع، فقط موفق شد به یک عبارت چینی تسلط پیدا کند: «پسر، شامپاین را از من بگذر». در سپتامبر ۱۹۲۵، او و همسرش هر چند جدا از هم زندگی می‌کردند، به ایالات متحده بازگشتند. طلاق آنها در ۱۰ دسامبر ۱۹۲۷ نهایی شد.

## ازدواج دوم
زمانی که ازدواج او با اسپنسر منحل شد، والیس با ارنست آلدریچ سیمپسون، یک مدیر حمل و نقل انگلیسی-آمریکایی و افسر سابق در گارد Coldstream درگیر شد. وی از همسر اول خود، دوروته (که صاحب دختری به نام آدری شد)، جدا شد و در ۲۱ ژوئیه ۱۹۲۸ در دفتر ثبت احوال در چلسی، لندن با والیس ازدواج کرد. والیس پذیرفتن پیشنهاد خود را از کن، جایی که او با دوستانش، آقا و خانم راجرز اقامت داشت، از طریق تلگراف ارسال کرده بود.
سیمپسونها موقتاً در خانه ای مبله با چهار خدمتکار در میفایر مستقر شدند. در سال ۱۹۲۹، والیس برای بازدید از مادر بیمار خود، که پس از مرگ راسین، چارلز گوردون آلن، دفتردار قانونی ازدواج کرده بود، به کشور بازگشت. در طول سفر، سرمایه‌گذاری‌های والیس در سقوط وال استریت از بین رفت و مادرش در ۲ نوامبر ۱۹۲۹ بی‌پول درگذشت. والیس به انگلیس بازگشت و با ادامه کار حمل و نقل، سیمپسونها به یک آپارتمان بزرگ با کارمندان خدمتگزار نقل مکان کردند.
والیس از طریق یکی از دوستانش، کنسوئلو Thaw، خواهر کنسوئلو، تلما، لیدی فورنس، را در آن زمان معشوقه ادوارد، شاهزاده ولز ملاقات کرد. [۳۹] در ۱۰ ژانویه ۱۹۳۱، لیدی فورنس والیس را در دادگاه باروو، در نزدیکی ملتون موبری، به شاهزاده معرفی کرد. شاهزاده پسر بزرگ پادشاه جورج پنجم و ملکه ماری بود، و وارث سلطنت انگلیس بود. بین سالهای ۱۹۳۱ و ۱۹۳۴، وی در مهمانی‌های مختلف خانه ای با سیمپسونها ملاقات کرد و والیس در دادگاه معرفی شد. ارنست کم‌کم با مشکلات مالی روبرو شده بود، زیرا سیمپسونها فراتر از توان خود زندگی می‌کردند و آنها مجبور شدند تعداد زیادی از کارمندان خود را اخراج کنند.

## روابط با شاهزاده ولز
در ژانویه ۱۹۳۴، در نبود لیدی فورنس که‌ در شهر نیویورک بود، والیس معشوقه شاهزاده شد. ادوارد با اینکه کارکنانش آنها را در رختخواب با هم دیده‌ بودند و همچنین با وجود «شواهدی از یک عمل جنسی»، این را به پدرش انکار کرد. والیس خیلی زود جای لیدی فورنس را گرفت و شاهزاده نیز از معشوقه و رازدار پیشینش، وارث نساجی انگلیسی-آمریکایی فرِدا دادلی وارد فاصله گرفت.
تا پایان سال ۱۹۳۴، ادوارد به‌طور غیرقابل برگشتی شیفته‌ والیس و جذب شیوه سلطه‌جویانه و بی‌اعتنایی آزارنده وی نسبت به جایگاه خود شد. به گفته زندگینامه‌نویس رسمی شاهزاده، «او بطور برده‌واری به والیس وابسته شد». به گفته والیس، وی در حین یک سفر دریایی با قایق تفریحی خصوصی لورد موین در اوت ۱۹۳۴ بود که عاشق ادوارد شد. ادوارد در یک مهمانی عصرگاهی در کاخ باکینگهام، او را به مادرش معرفی کرد. پدرش از این موضوع بسیار خشمگین شد، بیشتر به علت ازدواج‌های پیشین او، زیرا که افراد مطلقه معمولاً راهی به دربار نداشتند. ادوارد والیس را غرق پول و جواهرات کرد. ادوارد در فوریه ۱۹۳۵ و یک بار دیگر در همان سال، تعطیلاتش را با او در اروپا  گذراند. درباریان پیرامون ادوارد، به‌طور فزاینده‌ای نگران تداخل این رابطه با وظایف رسمی او شدند.
در سال ۱۹۳۵ شایع شد والیس با گای مارکوس تراندل که گفته می‌شد کارمند شرکت خودروسازی فورد است نیز رابطه دارد، که البته جای شک دارد. 

## ازدواج سوم
والیس و ادوارد یک ماه بعد در ۳ ژوئن ۱۹۳۷ در Château de Candé ازدواج کردند و توسط میلیونر فرانسوی چارلز بدو به آنها وام داد. این تاریخ تولد ۷۲ سالگی پادشاه جورج پنجم بود. ملکه ماری فکر می‌کرد که عروسی برای آن زمان به عنوان جزئی طراحی شده‌است. هیچ عضوی از خانواده ادوارد در آن شرکت نکرد. والیس لباس عروسی ماینبوچر «آبی والیس» به تن داشت. ادوارد یک حلقه نامزدی به او هدیه داد که متشکل از یک سنگ زمرد با طلای زرد و با الماس بود و جمله «ما اکنون مال خود هستیم» بر روی آن حک شده بود. در حالی که کلیسای انگلیس از تحریم این عروسی امتناع ورزید، رابرت اندرسون جاردین، نایب السلطنه سنت پل، دارلینگتون، پیشنهاد انجام این مراسم را داد، پیشنهادی که توسط این زوج پذیرفته شد. میهمانان شامل راندولف چرچیل، بارون اوژن دانیل فون روتشیلد و بهترین مرد، میجر فروتی متکالف بودند. از این ازدواج فرزندی حاصل نشد. در ماه نوامبر، ارنست سیمپسون با مری کرک ازدواج کرد.